# 部分群
群 G の部分集合 H が G の部分群（英: subgroup）であるとは、 H が G の演算に関して群になることである——より正確に表現すると、 H が G の部分群であるとは、G 上の演算を制限して得られる H 上の演算に関して H が群になることである。この関係は通常、
{\displaystyle H\leq G}
という記号で表現され、「 H は G の部分群である」と読む。
G の真部分群（英: proper subgroup）とは、部分群 H が G の真部分集合である（つまり H ≠ G である）ことであり、この関係は H < G という記号で表現される。任意の群 G に対し、G 自身と単位元のみからなる集合 {e} は常に G の部分群である。 H が G の部分群であるとき、 G は H の拡大群であると表現する場合がある。
G が任意の半群であるときも、G の部分群の定義はそのまま通用するが、本項では群の部分群についてのみを扱うにとどめる。群 G は順序対 (G, ∗) として記述されることもあるが、このように書くのは普通、G を台となる集合としてその上に演算 "∗" が代数的構造（あるいはもっとほかの構造）を定めるということを強調するためである。
以下では、通常の慣習に倣って ∗ を省略し、積 a ∗ b を単に ab と表記する。また、群の演算を単に「積」と表記する場合もある。

## 部分群の基本的な性質
- H が群 G の部分群であるということは、 H が空集合ではなく、演算と逆元に対して閉じているということを意味する（「閉じている」というのは「 H に含まれる任意の元 a および b について、 ab および a−1 も H に含まれる」ということである。なおこの2つの条件は、同値な1つの条件にまとめることができる。「 H に含まれる任意の元 a および b について、 ab−1 も H に含まれる」という条件である）。 H が有限集合の場合、 H が部分群であるということは、 H が空集合でなく、積に関して閉じているということと同値である（この場合、 H の任意の元は、 H の有限巡回部分群を生成する。そして a の逆元は、 a の位数が n ならば a−1 = an − 1 となる）。
- 上記の条件は準同型の言葉で書き換えることができる。つまり H が G の部分群となる必要十分条件は、H が G の部分集合で、H から G への包含写像（任意の a ∈ H に対して i(a) = a となる写像）が準同型を与えることである。
- 部分群の単位元は群の単位元と等しい。つまり、G が eG を単位元とする群で、H が eH とする G の部分群ならば eH = eG でなければならない。
- 部分群のある元の逆元は、もとの群におけるその元の逆元と等しい。つまり H が群 G の部分群であり、a, b が H の元で ab = ba = eH を満たすならば ab = ba = eG が成り立つ。
- 部分群 A と B の共通部分はまた部分群になる。一方、部分群 A と B の和集合が部分群になるのは、 A と B の一方が他方を包含している場合のみに限られる[2]。たとえば、2 と 3 はともに加法群としての 2Z と 3Z の和集合に含まれるが、それらの和である 5 はこの和集合には属さない。別の例では、平面上のX軸とY軸（加法について考える）がある。それぞれは部分群をなすが、それらの和集合は部分群にならない。ついでながら、これら二つの部分群の共通部分は、単位元である原点のみの部分群となる。
- S が G の部分集合ならば S を含む最小の部分群が存在する。これは S を含む部分群すべての共通部分をとることによって求められる。これを記号 ⟨S⟩ で表し、「 S から生成される部分群」とよぶ。 G のある元が ⟨S⟩ に含まれるという事は、その元は S の元および S の元の逆元の有限個の積で表されるという事である。
- G の任意の元 a は巡回群 ⟨a⟩ を生成する。 ⟨a⟩ が適当な正の整数 n に対する Z/nZ と同型であるならば、n は an = e を満たす最小の正整数である。この n を a の位数 (order) という。もし ⟨a⟩ が Z と同型ならば、 a は無限位数を持つ、あるいは a の位数は無限大であるという。
- 与えられた群の部分群全体の成す集合は、包含関係に関して完備束になる。これを部分群の束と言う（この束の下限は通常の集合論的な意味での共通部分だが、上限は集合論的な意味での和集合ではなく、それから生成される部分群である）。G の単位元を e と書けば、単位群 {e} が G の最小の部分群であり、また最大の部分群は G そのものである。

## 例
可換群 G をその元が
{\displaystyle G=\{0,2,4,6,1,3,5,7\}}
で与えられ、8を法とする加法を群演算とするものとする。その乗積表は以下のようになる。
| + | 0 | 2 | 4 | 6 | 1 | 3 | 5 | 7 |
| - | - | - | - | - | - | - | - | - |
| 0 | 0 | 2 | 4 | 6 | 1 | 3 | 5 | 7 |
| 2 | 2 | 4 | 6 | 0 | 3 | 5 | 7 | 1 |
| 4 | 4 | 6 | 0 | 2 | 5 | 7 | 1 | 3 |
| 6 | 6 | 0 | 2 | 4 | 7 | 1 | 3 | 5 |
| 1 | 1 | 3 | 5 | 7 | 2 | 4 | 6 | 0 |
| 3 | 3 | 5 | 7 | 1 | 4 | 6 | 0 | 2 |
| 5 | 5 | 7 | 1 | 3 | 6 | 0 | 2 | 4 |
| 7 | 7 | 1 | 3 | 5 | 0 | 2 | 4 | 6 |

この群は、二つの自明でない群を持つ。  J = {0, 4} および H = {0, 2, 4, 6} である。 J はまた H の部分群にもなっている。 H の群表は、 G の群表の左上1/4の部分である。 G は巡回群であり、また部分群も巡回群である。一般に、巡回群の部分群はやはり巡回群になる。

## 剰余類とラグランジュの定理
群 G に関し、部分群 H と元 a が与えられたとする。このとき左剰余類をこのように定義する： aH = { ah : h ∈ H } 。 a は可逆元であるため、 φ(h) = ah で与えられる写像 φ : H → aH は全単射である。さらに、 G の任意の元は、 H の左剰余類のどれか1個のみに含まれる。H に関する左剰余類は、「 a1 ∼ a2 となるのは a1−1a2 が H に属するとき、かつそのときに限る」という同値関係から定まる同値類である。H の左剰余類の個数を、 G における H の指数と言い、 [G : H] で表す。
ラグランジュの定理により、有限群 G とその部分群 H について以下のことが言える。
{\displaystyle [G:H]={|G| \over |H|}}
|G| と |H| はそれぞれ G と H の位数を表す。特に、 G の任意の部分群の位数（および G の任意の元の位数）は、 |G| の約数である。
右剰余類も同様にして定義できる。:  Ha = { ha : h ∈ H } 。これもまた、適切な同値関係を適用する事によって同値類になる。その個数は [G : H] である。
G に含まれるすべての a について aH = Ha であるとき、 H を正規部分群と言う。指数 2 の部分群は必ず正規部分群である（実際、部分群 H の指数が 2 であるということは、H に関する左剰余類の全体も右剰余類の全体もともに、部分群 H とその補集合で尽くされる）。より一般に、有限群 G の位数の約数の最小の素数 p に対して、指数 p の部分群は（存在すれば）正規である。